# Olympic Nice Natation

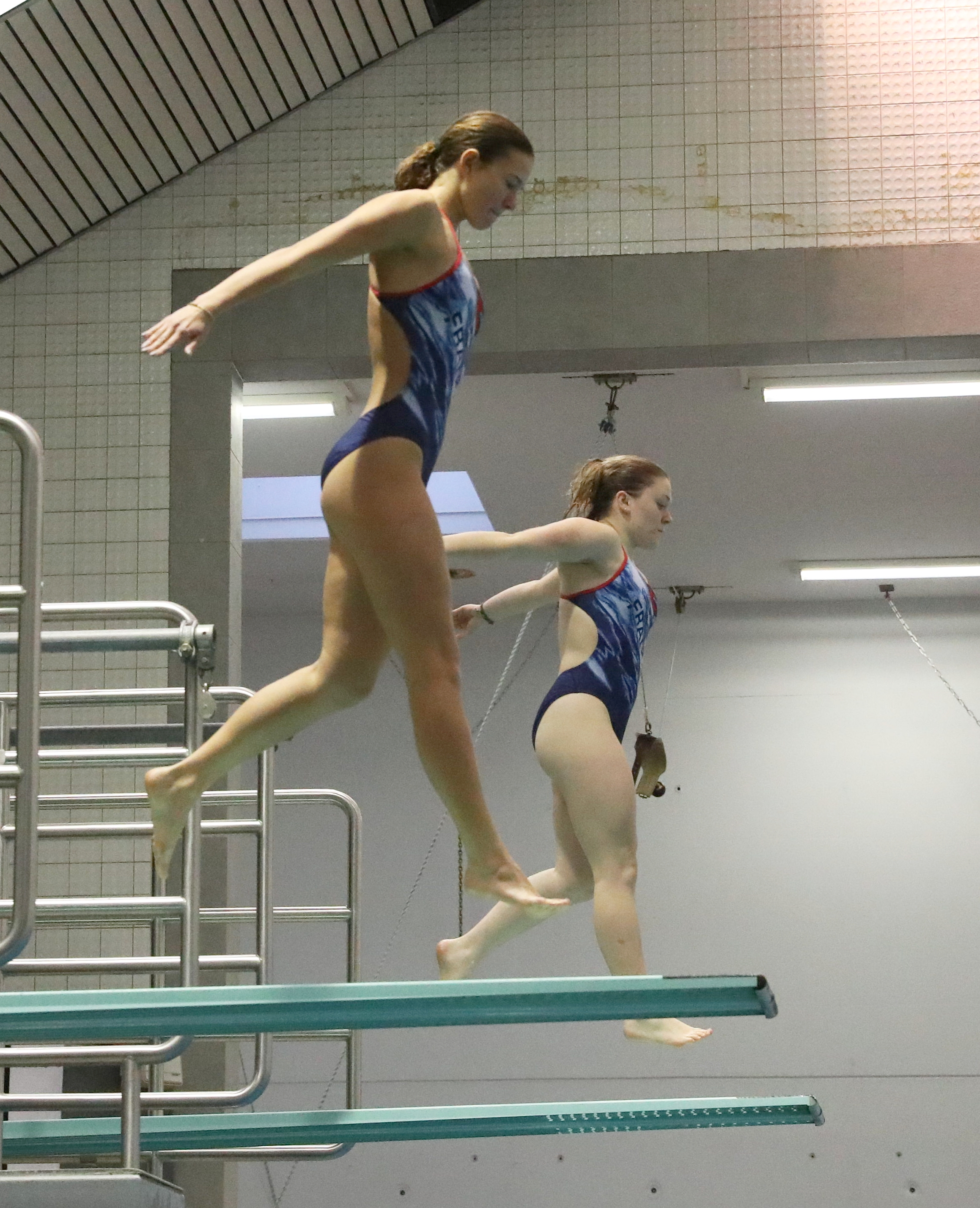
Saltadores do Olympic Nice Natation

Olympic Nice Natation é um clube de polo aquático e natação da cidade de Nice, França.

## História
O clube foi fundado em 1989. 

## Títulos
- Liga Francesa de Polo aquático
  - 1997, 1998, 1999, 2000, 2001, 2002, 2003, 2004